# The Nation
The Nation là một tạp chí hàng tháng tiến bộ của Hoa Kỳ đưa tin về tin tức chính trị và văn hóa, ý kiến và phân tích. Được thành lập vào ngày 6 tháng 7 năm 1865, với tư cách là người kế nhiệm tờ The Liberator của William Lloyd Garrison, một tờ báo bãi nô đã đóng cửa vào năm 1865, sau khi phê chuẩn Tu chính án thứ Mười ba của Hiến pháp Hoa Kỳ. Sau đó, tạp chí chuyển sang một chủ đề rộng hơn, The Nation. Một cộng tác viên quan trọng của tạp chí mới là Biên tập viên Văn học Wendell Phillips Garrison, con trai của William. Ông có trong tay mạng lưới liên lạc rộng lớn của cha mình.
The Nation được xuất bản bởi chủ sở hữu cùng tên, The Nation Company, LP, tại 520 8th Ave New York, NY 10018. Công ty có các văn phòng tin tức tại Washington, D.C., London và Nam Phi với các ban đưa tin về kiến trúc nghệ thuật, tập đoàn, quốc phòng, môi trường, phim ảnh, các vấn đề pháp lý âm nhạc, hòa bình và giải trừ vũ khí thơ ca và Liên Hợp Quốc. Lượng phát hành đạt đỉnh ở mức 187.000 vào năm 2006 nhưng giảm xuống còn 145.000 bản in vào năm 2010, mặc dù số lượng đăng ký kỹ thuật số đã tăng lên hơn 15.000. Đến năm 2021, tổng số cả bản in và kỹ thuật số cộng lại là 96.000.